# Pardosa bifasciata
Pardosa bifasciata là một loài nhện trong họ Lycosidae.
Loài này thuộc chi Pardosa. Pardosa bifasciata được Carl Ludwig Koch miêu tả năm 1834.